# Йепес, Марио
Ма́рио Альбе́рто Йе́пес Ди́ас (исп. Mario Alberto Yepes Díaz; род. 13 января 1976, Кали, Валье-дель-Каука, Колумбия) — колумбийский футболист, защитник. Известен по выступлениям за аргентинские, французские, итальянские клубы. Один из пяти игроков, сыгравших более 100 матчей за сборную Колумбии.

## Биография
С 1995 по 1997 год играл в колумбийском клубе «Кортулуа». С 1997 по 1999 играл за колумбийский клуб «Депортиво Кали». С 1999 по 2002 годы играл за аргентинский клуб «Ривер Плейт». С 2002 по 2004 годы играл за французский клуб «Нант». С 2004 по 2008 годы играл во французском клубе «Пари Сен-Жермен». С 2008 по 2010 год выступал за итальянский клуб «Кьево» из Вероны. С 1999 года играл в сборной Колумбии. С 2008 года — был капитаном сборной. Был основным защитником сборной на ЧМ-2014, где Колумбия впервые дошла до 1/4 финала.
26 марта 2010 года Йепес подписал контракт с «Миланом» на 2 года. Летом 2012 года контракт был продлен ещё на один сезон. За все 3 сезона в «Милане» игрок сыграл в 46 официальных матчах, забил 2 гола. Изначально, приобретение возрастного защитника вызвало у болельщиков недоумение и даже возмущение. Однако, не трудно было догадаться, что игрок покупался как замена одному из центральных защитников основы (Алессандро Неста и Тиагу Силва), с наличием колоссального опыта выступлений, в том числе на международном уровне. По стечению обстоятельств (травмы, дисквалификации, уход игроков из клуба), Йепес всё чаще стал появляться на поле и своей надёжной игрой заслужил доверие тренера и симпатии болельщиков. Лишь возраст не позволил ему застолбить за собой место в основе.
После сезона, проведённого в «Аталанте», в 2014 году Йепес перешёл в «Сан-Лоренсо», который на правах победителя Кубка Либертадорес примет участие в клубном чемпионате мира.
20 января 2016 года объявил о завершении карьеры. По окончании карьеры футболиста стал тренером. В 2016—2017 годах возглавлял «Депортиво Кали».

## Достижения
- Чемпион Колумбии: 1998
- Чемпион Аргентины (2): 1999 (Апертура), 2000 (Клаусура)
- Чемпион Италии: 2010/11
- Обладатель Суперкубка Италии: 2011
- Обладатель Кубка Франции: 2005/06
- Обладатель Кубка французской лиги: 2007/08